# 오키타 소지
오키타 소지(일본어: 沖田 総司, 덴포 13년 (1842년) 혹은 15년(1844년) 여름 ~ 게이오 4년 5월 30일 (1868년 7월 19일))는 에도시대 말기의 신센구미 1번대 대장 및 검술사범이다. 생년에 대해서는 2가지 설이 있으나, 어느쪽을 긍정하거나 부정하는 정확한 자료는 발견되고 있지 않다. 또한 생년월일의 월,일을 특정지을 수 있는 자료는 전혀 없으며 여름에 태어났다는 것만 알려져 있다. 본성은 후지와라씨를 칭하였다. 휘(諱)는 하루마사(春政)를 쓰다 훗날 카네요시(房良)로 바꿨다. 아명은 소지로(宗次郎).
아버지는 무쓰 시라카와 번사인 오키타 가쓰지로(沖田勝次郎)로, 소지는 그의 장남으로 태어났다.

## 생애
에도의 시라카와 번저(현대의 도쿄도 미나토구 소재)에서 태어났다. 아버지 카츠지로는 4살 때 돌아가셨으며, 어머니와도 사별했다고 한다. 9살 때 천연이심류 도장, 시위관에 입문하여 콘도 슈스케의 제자가 되었으며, 후에 신선조 결성시 핵심인물이 된다. 콘도 이사미, 히지카타 토시조와는 동문이다. 젊은 나이에 천연이심류의 숙두를 맡으며 천재 검사라 불렸으나 에도에 있을 무렵 검술 지도 방식은 상당히 거칠었다고 한다.
분큐 3년 (1863년) 낭사대를 결성할 때 참가하여 교토로 상경, 분열 후에는 콘도를 따라 남아 신선조를 결성했다. 오키타의 1번대는 항상 주요 임무를 수행하였으며, 검호들로 넘쳐나는 신선조 안에서도 1,2등을 다툴 정도로 많은 사람을 베었으며, 같은 해 9월에는 세리자와 카모 암살, 우치야마 히코지로 암살을 맡기도 하였다.
오키타가 사람을 베었다는 첫 기록은 분큐 3년 3월 24일 밤. 키요카와 하치로의 호소에 모인 낭사대 1번대에 소속해 있던 토노우치 요시오의 기록이다.
겐지 원년(1864년) 6월 5일에 일어난 이케다야 사건에서 막부 토벌파의 여러 간부를 숙청하며 활약했지만, 폐결핵으로 피를 토하고 쓰러졌다고 알려져 있다(이에 대해서는 여러 가지 설이 있다). 그러나 그 뒤 신선조 역사를 통해 보면 의연하게 활동했던 것으로 보아 당시 폐결핵을 앓고 있었다고는 보기 어렵고, 따라서 폐결핵이 아닌 탈수증세로 쓰러졌다는 설이 제기되기도 하였다.
게이오 원년(1865년) 2월, 신선조 총장인 야마나미 케이스케가 탈주하는 사건이 일어나 추격대로 파견되어 오미국 쿠사츠시에서 잡는다. 야마나미는 오키타의 시중을 받아 할복하였다. 오키타는 야마나미를 형처럼 따랐다고 알려져 있으나, 고향에 보낸 편지에는 야마나미의 죽음에 대해 간략하게 서술하였다.
제 1선에서 활약하지 않게 된 것은 게이오 3년(1867년) 이후 부터로, 도바 후시미 전투에는 참가하지 못하고 오사카에 후송된다(현재는 도바 후시미 전투를 향해 가던 중 부상을 입어, 오사카로 후송되는 배 안에서 폐결핵 증상이 나타났다는 설이 유력하다). 도바 후시미 전투에서 패전한 뒤, 대원들과 함께 해로로 에도에 돌아가 갑양진무대에 참가하나(여러 가지 설이 있음) 도중에 낙오하게 된다. 그 후 막신(幕臣) 마츠모토 료쥰이 센다가야의 정원사로 숨겨주었으나 게이오 4년(1868년)에 사망하였다. 생년이 명확하지 않기 때문에 향년에 대해서는 여러 가지 설이 있고, 약 25~27세로 여겨지고 있다.
게이오 3년 12월 18일 오키타가 요양하기 위해 머물고 있던 콘도의 애첩의 집을 어릉위사·아베 쥬로, 사하라 타로, 우츠미 지로 3명이 습격하였다. 전달 그들의 지도자적 존재였던 이토 카시타로를 살해한 신선조에 대한 복수였으나, 오키타는 후시미 봉행소로 떠난 후라 재난을 면했다. 같은날 저녁무렵 아베 일행들은 니조성에서 돌아오던 콘도 이사미를 총격, 부상을 입혔다.
콘도 이사미가 참수당하고 2개월 뒤 콘도 이사미의 죽음도 알지 못하고 세상을 떠난다. 사세구(辞世句)는 〈움직이지 않으면 어둠 속에 멀어지는 꽃과 물(動かねば闇にへだつや花と水)〉이라고 한다. 묘지는 도쿄도 미나토구 모토아자부 3 센쇼지 외. 센쇼지에 의한 계명은 〈현광원인예명도거사(賢光院仁誉明道居士)〉. 또한 오키타 가문의 누대 묘비에는 천연이심류 외 북진일도류의 면허개전을 얻었다는 취지도 적혀 있다.
향년에 대해서는 오키타 가문의 누대 묘비에는 24세, 오키타 가 문서에는 25세, 《양웅사전》(코지마 시카노스케)에 의한 상경 시의 나이(22세)로부터 계산하여 27세라는 3가지 설이 존재한다. 또한 임종한 곳도 센다가야 외에 이마도(다이토구)라는 설도 있지만, 현재는 이마도에 잠시 머문 뒤 센다가야로 옮겨 사망했다는 설이 유력하다.

## 인물상
사쿠마 쇼잔의 아들 미우라 케이노스케가 어느 대원에게 놀림을 당했다. 며칠 뒤, 히지카타와 오키타가 바둑을 두고 있을 때 옆에서 미우라가 자신을 놀렸던 대원을 향해 배후에서 공격하자, 오키타는 뒤에서 공격하는 비겁한 행동에 격노하여 "이 바보자식"이라 외치며 미우라의 목덜미를 잡아 머리를 다다미에 밀어붙이고 질질 끌고 돌아다녔다. 그로 인해 미우라는 콧등이 새빨갛게 찰과상을 입었다는 이야기가 전해지고 있다.
뛰어난 실력의 1번대 대장의 체면과는 상반되게, 오키타는 항상 농담을 말하며 웃고 있던 밝은 분위기의 인물이었다고 한다. 둔소 근처의 아이들과 자주 놀아주었으며, 작가인 시바 료타로는 신선조를 소재로 한 작품을 집필할 때 어렸을 때 오키타가 놀아주었다는 노파를 취재하였다.(취재를 한 것을 1960년 전후로 치면, 메이지 유신이 1868년에 일어났으므로 상당한 고령이지만 실제로 오키타 소지를 본 사람이 살아 있었다는 것이다.)
콘도·히지카타 등 신선조에 대한 혹평으로 알려진 니시무라 카네후미조차 산난 및 오키타에 대해서는 비판을 남기지 않았다. 이것은 니시무라가 산난과 오키타에 대해서는 악의를 가지고 있지 않다는 표현으로 보이며, 따라서 오키타는 신선조와 표면적으로 대립하고 있던 사람 외에는 대인관계가 좋았던 것으로 여겨진다.
임종 때에는 정원사의 뜰에 나타나는 검은 고양이를 베려해도 몇 번이나 실패해, 자신의 쇠약함을 통감한 오키타는 "아아- 벨 수가 없어, 할머니(시중들던 노파)난 벨수가 없어요."라며 한탄했다고 한다(단, 이 이야기는 시모자와 칸에 의한 창작극이라고 한다).
죽을 때까지 "(콘도) 선생님은 어떻게 지내시는 걸까요. 편지는 오지 않았나요?"라며 스승을 걱정하는 말을 몇번이나 했었다고 전해진다. 콘도의 죽음에 대해서 주변 사람들은 단단히 입막음을 당했기 때문에 오키타는 콘도의 죽음도 알지 못하고 세상을 떠난 것이다. 이에 앞서 갑양진무대가 출진할 때 콘도가 오키타를 문병하자, 평소에는 밝던 오키타가 이 때만은 목소리를 높여 울었다고 한다.
일반적으로 콘도·히지카타·오키타 세사람이 굉장히 친하고, 특히 히지카타와 오키타는 형제처럼 지낸 것으로 알려져 있으나, 이것도 시바 료타로, 시모자와 칸의 창작에 의한 것이 많다. 히지카타와 오키타가 특별히 친밀했다는 것을 나타내는 자료는 없지만 오키타가 히지카타의 편지를 대신 집필했다는 기록은 남아있다.
신선조와 적대하고 있던 아베 쥬로는 "콘도의 수제자인 오키타 소지, 오오이시 쿠와지로라는 자들은 참으로 잔인한 사람들로, 처음부터 국가조정이 있다는 사실을 모르는 것처럼" (《사담회속기록》)이라며, 오카다 이조 등과 마찬가지로 사상적 배경을 지니지 않은 "살인 도구"로서 비난하였다.
또한 '사납고 쉽게 화를 낸다'며 오키타에게 검술을 배운 자들은 사범인 콘도보다 오키타를 더 두려워 했다. 그 외에도 "칼로 베지마! 몸으로 베어라!" 라고 배웠다는 말도 전해지고 있으며 그 외의 기록을 보아도 본래의 오키타는 항간에 알려진 상냥하고 어른스러운 이미지와는 상당히 다르다.

### 검술
오키타의 검술로 유명한 것이 〈3단 찌르기〉이다. 천연이심류의 평정안(平正眼, 천연이심류에서는 平正眼이라고 쓴다)의 자세에서 파고드는 발 소리는 한 번 밖에 울리지 않았는데 그 사이에 연속으로 세번을 찌른다고 한다. 눈에는 보이지 않을 정도의 빠른 속도로, 상대방은 한번 찔렸다고 생각하지만 실제로는 이미 세번 찔렸다는 묘사를 소설 등에서 많이 볼 수 있으나 실제로 그러한지는 불명.
《신선조 유문》에서 사토 센의 담화에 의하면, 오키타의 검술 형태는 사범인 콘도와 똑같았으며, 내지르는 소리마저 아주 닮아 가늘고 날카로운 소리였다고 한다. 단 칼 끝을 약간 내려 넘어질 듯한 자세로, 콘도(배를 약간 내민듯한 평정안)와는 조금 다른 자세를 취하는 버릇이 있었다고 한다.
오키타의 검에 대해서는 나가쿠라 신파치가 "히지카타 토시조, 이노우에 겐자부로, 토도 헤이스케, 산난 케이스케 등 모두 죽도를 들면 어린애 취급을 받았다. 아마도 진심으로 맞붙으면 사범인 콘도도 당했을 것이라고 말했다"(《나가쿠라 신파치 유문》)고 말하였으며, 제자에게 "오키타의 검은 맹자의 검, 사이토의 검은 무적의 검"이라고 하였다고 한다.
한편 신선조 외부에서의 평도 있다. 코지마 시카노스케는 신선조가 결성되기 전(분큐 2년, (1862년) 7월)에 "이 사람의 검술은, 만년에 반드시 명인에 이르게 될 것이다"(《코지마 일기》)라고 서술하였으며, 신선조에 대해 비판적인 입장이었던 니시무라 카네후미는 "콘도의 비장의 부하이자 국중 제 1의 검객이다", "천재적인 검법자"(《미부 낭사 시말기》)라고 하였으며, 게다가 신선조를 적대시하던 아베 쥬로는 "오키타 소지, 콘도의 수제자로 상당한 실력이었습니다", "오키타 소지, 오오이시 쿠와지로라는 젊은이는 다만 실력이 좋은만큼, 검술등은 잘 부렸습니다" "오오이시 쿠와지로, 오키타 소지, 이노우에 겐자부로, 이들은 함부로 사람을 참살하므로"(《사담회속기록》)등, 특히 적으로 돌렸을 경우 제일 먼저 위협이 될 검객으로 언급하였다. 참고로 치바 야이치로 (신쵸구미(新徴組) 대원으로 오키타 매형의 동료)는 '우리들 눈으로 보면 겨우 목록(目録,낮은 등급) 정도의 실력'이라며 유일하게 부정적인 견해를 보였다. 물론 북진일도류의 면허개전을 받은 산난이나 목록을 받은 헤이스케를 애취급하는 것은 역시 나가쿠라가 지나치게 말한 것이지만 그만큼 그의 검술이 뛰어났다는 것일 것이다.

### 오키타의 칼
소설등에서 오키타 소지가 소유한 칼로 〈키쿠 이치몬지 노리무네〉의 이름이 등장하기도 한다. 이것은 시모자와 칸 등이 전기에서〈오키타의 칼은 "키쿠 이치몬지가 새겨진 폭이 좁은 칼" 〉이라고 한데서 시바료타로가 쓴 《신선조 혈풍록》 중 지어낸 이야기가 퍼진 것이다. 그러나 노리무네가 만든 칼은 일본도가 상용되던 당시에조차 굉장히 귀중한 고도(古刀)로, 경제적으로도, 실전에서 많이 사용할 필요성에서도 오키타가 소유했을 가능성은 거의 희박하다고 추정되기 때문에 연구자들 사이에서도 문제삼고 있지 않다. 현재로서는 오키타가 소유한 실제 칼로 확인된 것은 〈카슈 키요미츠〉〈야마토노카미 야스사다〉이다. 혹은 노리무네 이외에도 몇 개인가 존재했던 국화에 일(一)자를 새겨넣은 폭이 좁은 칼 중의 하나가 아니냐는 설도 있다. 어쨌든 다른 부대원들과 마찬가지로 수도에 머물고 있었을 때 몇 번이나 칼을 교환했을 가능성도 높다.

### 미소년
작가 시바 료타로의 작품 이후 오키타는 소설·드라마 등 창작 작품에서 자주 미소년으로 등장하였다. 오키타의 외모에 관련해 현재 남아있는 오키타의 초상화는 오키타의 누나 미츠가 손자, 카나메 씨를 "소지와 어딘가 닮았다"고 한데서 쇼와 4년(1929년)에 그려진 것이다. 야기 가의 사람들이나 신센구미에 몸을 담궜던 사람들의 증언으로는 "미소년이었다"는 기록은 없고, 외모에 관한 기술로서는 "넙치같은 얼굴에 웃으면 애교가 있고 피부가 검다", "어깨가 퍼졌다" "새우등" "장신" 이라 적힌 것이 남아있다(《료마에게 맞겨!》《월명성희 - 안녕, 신센구미》에서는 이와 비슷한 설정으로 되어 있다). 이렇게 기술된 인물상으로 떠올려 볼 때 미소년이라는 이야기에 의구심을 제기하는 지적도 있다. 그러나 오키타가 미소년이라는 이미지는, 그가 강한 검술을 전수받았음에도 불구하고 결핵으로 인해 요절해버린다는 드라마틱한 생애에서 그 드라마성을 더욱 극대화하기 위한 요소로, 소설이나 드라마에서 미소년으로 연출한 이미지가 일반적으로 정착되어 거기에서 비롯된 오해로 여겨진다. 오키타는 시바 료타로의 《타올라라 검》을 시작으로, 그 흐름을 이어받은 《막말순정전》(미소녀로 그려져 있다)등 다수의 작품에서 "검에 굉장히 강한데다 밝은 성격", 그 반면 "병약하고 새하얀 피부의 미소년"으로 그려졌다. 또한 다수의 영화나 영상 미디어에서 항상 젊은 미남 배우가 배역을 맡은 것도 큰 영향을 미쳤다고 볼 수 있다.
하지만 '소지=넙치 얼굴'이라는 설은 사토 히코고로의 증손이 TV에서 타니 하루오의 이야기에 가볍게 응하다 말실수를 한 것이 시작인 듯하지만, 타니가 '소지는 넙치 얼굴'이라고 한 것은 "넓적하고 밋밋하다는 의미가 아니라, 친척들이나 형제들의 사진을 보면 모두 눈 사이가 좁기 때문"이라고 한다. 참고로 오키타 테츠야는 이 설에 대해 완전히 부정하고 있다. 그의 말에 의하면 오키타 가문에서는 소지의 외모에 대해서 '피부가 새하얗고 작은 남자였다'는 식으로 전해지고 있다고 한다.

### 오키타 소지의 사랑
창작 세계 속에서 오키타는 시바 료타로의 소설 이후 일반적으로 순수한 청년으로 그려지는 일이 많았다. 마을 의사 딸과 플라토닉한 연애를 하는 것이 대부분으로, 실제 생활에 있어서도 콘도나 히지카타처럼 화류계 여성의 그림자는 보이지 않는다. 다만 이노우에 마츠고로의 분큐 3년 (1863년) 4월 22일 일기에 의하면, 히지카타, 마츠고로, 이노우에 겐자부로와 함께 오키타가 신마치의 유곽 쿠노기쵸 요시다야에서 텐진(天人,기녀 계급)을 샀다는 서술이 있는 걸로 보아 반드시 밤놀이를 하지 않았다는 것은 아니지만, 자신이 호의를 가지고 있는 여성의 이야기가 나오면 매우 진지해졌다고 한다.
또한 미부 코엔지에는 과거장에 〈오기타 씨 일가〉라고 쓰인 여성의 기록이 있어, 이것은 오키타의 애인이 아닐까 추측하고 있다. 연구자들에 의하면 이 여성은 이시이 사토시라는 미망인으로 의붓 자식(딸)이 하나 있었다고 한다. 오키타가 이 여성과 슬하에 딸을 하나 얻어 쿄우라는 이름을 지어줬다는 이야기도 있으나 결정적인 증거가 부족하다. 또한 신선조에는 〈오키타 쇼노신〉(게이오 원년 4월, 히지카타가 에도에서 모집한 부대원 중 한 명)이라는 오키타 성을 가진 대원이 한 명 더 있어, 과거장의 '오키타 씨'는 쇼노신을 가리키는 것이 아니냐는 설도 있다.
한편 시위관에서 일을 하고 있던 여성(기가 세고 남자같은 성격이었다고 한다)에게 "결혼해줘"하고 고백받아 "수행중인 몸이라" 고 거절했다는 일화도 남아있다(그 여성은 거절당한 충격으로 자살을 시도, 그러나 미수에 그치고 그 뒤 콘도의 중재로 다른 가문에 시집갔다고 한다). 이 여성은 콘도 슈헤이의 약혼녀인 이와타 코우라는 설도 있다.
또한 아부라코지에 있던 여관 마리모의 딸·킨과 소꿉친구였다고 한다.

### 발병시기
오키타 소지는 창작 작품에 있어서 반드시라고 해도 과언이 아닐만큼 이케다야의 전투 중에 격렬하게 피를 토하고 쓰러진다. 하지만 현재, 앞서 서술한 대로 연구자들 사이에서는 이 설은 받아들여지지 않고 있다. 이케다야 사건에서 오키타가 피를 토했다고 명기한 것은 《신선조 시말기》(시모자와 칸)뿐으로, 오키타는 사건 이후 죠슈 잔당 소탕(아케보노 요정 사건 참고)에도 참가 하였으며, 다음 달 일어난 금문의 변에도 콘도·히지카타·타케다 겐류사이·나가쿠라와 함께 출동했다는 기록(《갑자전쟁기》니시무라 카네후미)이 있으며, 피를 토할 정도로 폐결핵이 진행되어 있었다면 무리해서 억지로 출동시키지 않았을 것이라는 것이 이유이다.
한편, 게이오 2년(1866년)경, 막부 의관 마츠모토 료쥰이 신선조를 집단검진 했을 때 '폐결핵 환자가 1명 있다'고 기록하였으며, 그 사람이 오키타 소지가 아니냐는 설도 있다. 게이오 3년(1867년)에는 주변 사람들이 인식할 정도로 진행돼 있는 상태로, 2월경 병에 걸렸다는 《양웅실록》(코지마 시카노스케), 후도도 마을로 진영을 옮긴 9월경에는 큰병을 앓고 있다는 《미부 낭사 시말기》(니시무라 카네후미), 게다가 10월 13일 날짜로 코지마 시카노스케가 콘도에게 보낸 편지에는 오키타의 중병을 염려하는 문구가 씌여있었다. 이상으로 오키타가 전투를 견뎌내기 힘들 정도로 병이 악화된 것은 게이오 3년 가을~겨울 사이로 짐작된다. 또한 병세의 악화가 빨라진 것은 격렬한 대련 연습때문에 폐에 부담을 주었기 때문이라는 설도 있다. 한편, 《신선조시말기》를 시작하는 이케다야 객혈·졸도 장면의 근원이 된 것은 나가쿠라 신파치의 《신선조 전말기》로 볼 수 있는데, 여기에는 토혈·객혈의 문자는 전혀 없지만 오키타가 졸도했다고 서술되어 있으며, 초여름의 무더운 이상고온 아래에서 격렬한 전투를 벌여 일시적으로 가벼운 탈수증세를 일으켰다는 등, 적어도 콘도나 나카쿠라 등 주변 사람들들에게 폐의 이상을 느끼게 할 정도의 상태는 아니었다고 한다.

## 연기한 성우 및 배우
·[애니]피스메이커 쿠로가네
-사이가 미츠키
·[애니]오키타 소고(은혼)
-스즈무라 켄이치
·[애니]오키타 소지(막부말Rock)
-오노 켄쇼
·[드라마CD]신선조비익록 물망초
-스즈키 타츠히사
·[드라마CD]신선조혈혼록 물망초
-스즈키 타츠히사
·[드라마 CD]신선조묵비록 물망초
-스즈키 타츠히사
·[애니]박앵귀
-모리쿠보 쇼타로
·[게임]박앵귀
-모리쿠보 쇼타로
·[뮤지컬]박앵귀
-히로세 다이스케
·[영화]고하토
-다케다 신지
.[드라마]신선조 피스케이커
-야나기시타 토모
·[드라마]신선조!
-후지와라 타츠야
.[연극]피스메이커 신선조참상
-하마오 쿄스케
.[게임]노을빛세계에서 너와 노래를
-토요나가 토시유키